# Liste des évêques de Montalto
Cette liste recense les noms des évêques qui se sont succédé sur le siège de Montalto érigé en 1586. En 1924, Luigi Ferri, évêque de Montalto depuis 1911, est également nommé évêque de Ripatransone, unissant les deux diocèses in persona episcopi. En 1983, le diocèse de Montalto et celui de Ripatransone-San Benedetto del Tronto sont unis aeque principaliter sous le nom de diocèse de Montalto et Ripatransone-San Benedetto del Tronto. En 1986, la pleine union des deux diocèses est établie et le nouveau district ecclésiastique prend le nom actuel de diocèse de San Benedetto del Tronto-Ripatransone-Montalto.

## Évêques de Montalto
- Paolo Emilio Giovannini (1586-1606)
- Tiberio Mandosi (1606-1607)
- Paolo Orsini (1608-1640)
- Orazio Giustiniani, C.O (1640-1645) nommé évêque de Nocera Umbra
- Girolamo Codebò (1645-1661) nommé évêque de Reggio d'Émilie
- Cesare Cancellotti (1662-1673)
- Ascanio Paganelli (1673-1710)
- Lucantonio Accoramboni (1711-1735)
- Pietro Bonaventura Savini (1735-1748) nommé archevêque titulaire de Sébaste
- Leonardo Cecconi (1748-1760)
- Giuseppe Maria Centini (1760-1770)
- Vénérable Francesco Antonio Marcucci (1770-1781) nommé vicegérant du diocèse de Rome en 1774
  - Francesco Antonio Marcucci (1781-1798) administrateur apostolique
- Francesco Saverio Castiglioni (1800-1816) nommé évêque de Cesena, puis élu pape sous le nom de Pie VIII
- Pietro Paolo Mazzichi (1817-1823)
- Filippo Ambrosi (1823-1825)
- Luigi Maria Canestrari (1825-1846)
- Eleonoro Aronne (1846-1887)
- Luigi Bonetti (1887-1910)
- Luigi Ferri (1911-1946)
- Pietro Ossola (1946-1951)
- Vincenzo Radicioni (1951-1983)

## Sources
- http://www.catholic-hierarchy.org
- http://www.diocesisbt.it